# 字羽井アハマド
字羽井 アハマド（アザウィ アハマド、1994年11月1日 - ）は、日本とイラクのサッカー選手。ポジションはMF。

## クラブ歴
FC多摩のジュニアユースから関東第一高等学校へ進学。高校三年次にはJリーグに所属するクラブから興味を持たれていたものの、契約には至らず桐蔭横浜大学へ進学。
2016年2月にカパラバ・ブルドッグスFCで選手となり、同年のブリズベン・プレミアリーグで得点王および年間最優秀選手賞を受賞した。
2017年にAFCカップのみの契約でグローバルFCへ移籍。
2018年にアル・カーラバーFCへ移籍し、イラク・プレミアリーグ初の日本人選手となった。

## 代表歴
イラクU-20代表、同U-23代表の招集歴がある。